# Michael Cavalieri
Michael Cavalieri – amerykański aktor filmowy i telewizyjny, znany między innymi z roli Neda Randalla w filmie Karate Kid IV: Mistrz i uczennica. Wystąpił też w takich filmach jak Księga miłości, Otwarte karty czy Ostatni sprawiedliwy. Zaliczył gościnne występy w takich serialach jak Nowojorscy gliniarze, Ostry dyżur, Rodzina Soprano, Sprawiedliwość na 18 kołach, Dowody zbrodni i Wzór. W 2008 roku zerwał z zawodem aktora.